# Покоївка-дроїд
«Покоївка-дроїд» (メイドロイド також відомий як 老人とラブドール 私が初潮になった時 «Старий і любовна лялька: час моїх перших місячних») та АІ Кокандо Сенсаа Тосаї (AI Kōkando Sensaa Tōsai): Покоївка-дроїд (AI（アイ）高感度センサー搭載 メイドロイド) — японський науково-фантастичний «рожевий» фільм 2009 року режисера Наоюкі Томомацу. Серед нагород, які він здобув на церемонії вручення Рожевого гран-прі, — Срібний приз за найкращий фільм.

## Сюжет
У недалекому майбутньому Уено — чоловік, який виховувався з покоївкою-кіборгом Марією. Його батьки померли, коли він був підлітком, і Марія залишила Уено піклуватися про нього. У дорослому віці прив'язаність Уено до Марії призводить до того, що він намагається запрограмувати її на секс. Ця спроба завершити їхні стосунки не вдається, і коли Уено стає старим чоловіком, джерело живлення Марії вимикається, залишаючи Уено на самоті. Тим часом у місті відбувається серія зґвалтувань, і детектив Юрій Акаґі підозрює, що до них причетний дроїд.

## Акторський склад
- Акіхо Йошізава — Марія[8][9]
- Анрі Сузукі (鈴木杏里) — Юрій
- Йоко Сатомі — жінка А
- Марі Ямагуті (山口真里) — наречена
- Масайосі Ногамі (野上正義) — Старий
- Хіроюкі Канеко (金子弘幸) — Машина-ґвалтівник
- 如春 — Уено
- Хіроші Фудзіта (藤田浩) — критик Отаку
- Або (亜坊) — детектив
- Коджі Сено (妹尾公資) — детектив

## Відгуки
«Покоївка-дроїд» отримав кілька нагород на щорічному Pink Grand Prix. Окрім другого місця в категорії «Найкращий фільм», Наоюкі Томомацу отримав нагороду за найкращу режисуру за роботу над цим фільмом. Нагороди за найкращу чоловічу роль (Масайоші Ногамі) та найкращий сценарій (Чісато Огавара) також були вручені за «Покоївка-дроїд».
Німецькомовний сайт molodezhnaja, однак, дає «Покоївці-дроїду» не надто позитивну рецензію, присуджуючи йому дві зірки з п'яти. Визнаючи, що фільм може бути цікавим через свою трешовість і кілька гарних сексуальних сцен, рецензент скаржиться на мізогіністське послання, яке, на його думку, міститься у фільмі. Сцена, в якій молодих роботів вихваляють, а жінок, старших за 30 років, називають «потворними» і з цієї причини піддають фізичному насильству, виокремлюється як особливо образливий укол у бік фемінізму. У рецензії робиться висновок, що, незважаючи на кілька цікавих ідей, фільм в цілому є незграбною помилкою з боку режисера Томомацу.

## Доступність
«Покоївка-дроїд» був випущений під назвою Maid-Droid (яп. メイドロイド) як оригінальне відео в Японії в 2008 році. Рожева кіностудія Xces випустила фільм у кінотеатрах Японії 30 січня 2009 року під назвою Rōjin to Rabudōru: Watashi ga Shochō ni Natta Toki (яп. 老人とラブドール　私が初潮になった時, lit. Старий і любовна лялька: час моїх перших місячних). Він був випущений на DVD в Японії 6 березня 2009 року під назвою AI Kōkando Sensaa Tōsai: Maid-Droid (яп. AI（アイ）高感度センサー搭載　メイドロイド). 22 грудня 2009 року Cinema Epoch випустила «Покоївку-дроїд» на DVD у США через серіал Tokyo Erotique.